# Bernardino Musenga
Bernardino Musenga (Napoli ?, 1774 – Campobasso, 24 ottobre 1823) è stato un architetto e urbanista italiano, che nei primi anni dell'Ottocento progettò lo sviluppo urbano nella parte piana della città di Campobasso, divenuta capoluogo di provincia.

## Opere architettoniche
Fu il "padre" della Campobasso moderna da lui progettata dopo il catastrofico terremoto del 1805; la fece realizzare con strade parallele alberate,  giardinetti pubblici, orto botanico ed aree verdi in ogni casa. Per questo Campobasso guadagnò la definizione di "città giardino". Il Musenga progettò una città " monumentale, funzionale ed unitaria"( Paolo Giordano giornalista). Fra le opere più importanti di questo architetto (Ingegnere), divenuto membro della consulta nazionale e consigliere del Decurionato di Campobasso, ricordiamo la cattedrale del capoluogo di regione (in stile neoclasico), quella di Isernia e la bellissima chiesa di Baranello (CB). Si occupò, tra l'altro, del rifacimento di ponti e strade, della rete fognaria, della progettazione di importanti palazzi di Campobasso.
 A lui è intestata la piazza restrostante il Municipio di Campobasso.